# Звенигород (станция)
Звени́город — тупиковая железнодорожная станция Смоленского (Белорусского) направления Московской железной дороги на ответвлении Голицыно — Звенигород.

## История
Станция основана в 1925 году.
В 1979 году к Олимпиаде 1980 года в Москве было построено современное здание вокзала.

В 2008 году вокзал и платформы станции были реконструированы.

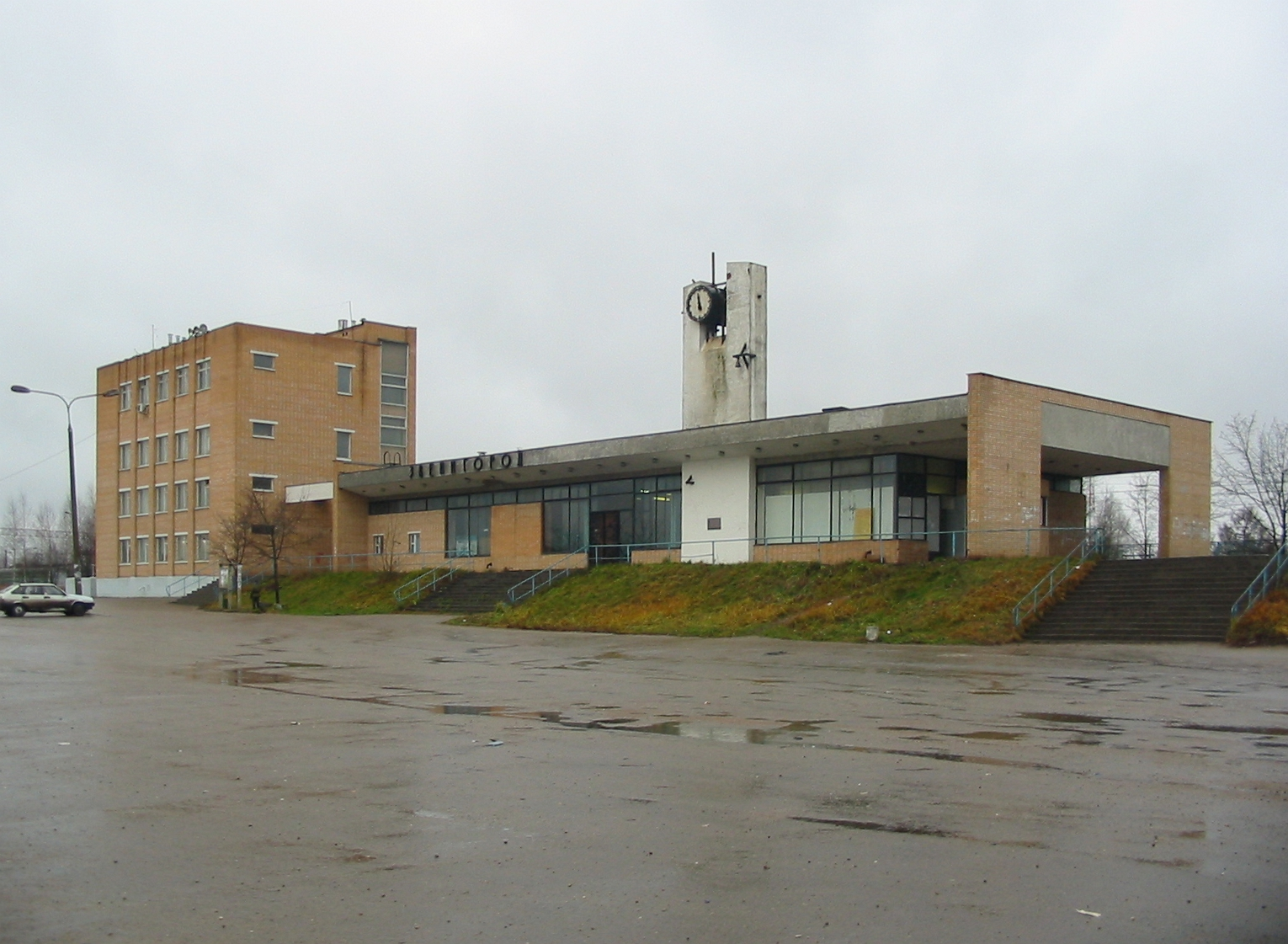
Вокзальное здание станции до реконструкции, 2004 год
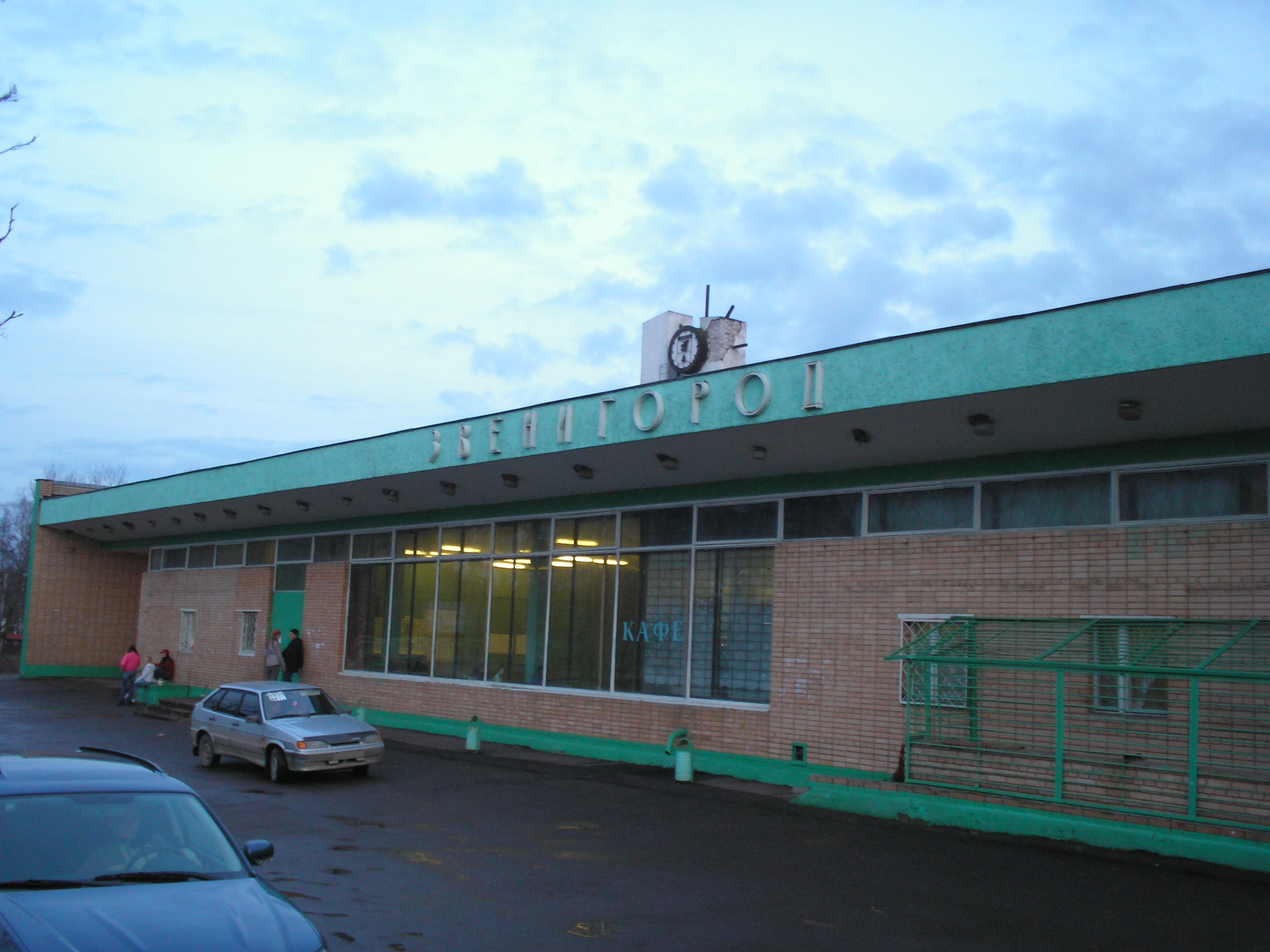
Вокзальное здание станции до реконструкции, 2007 год
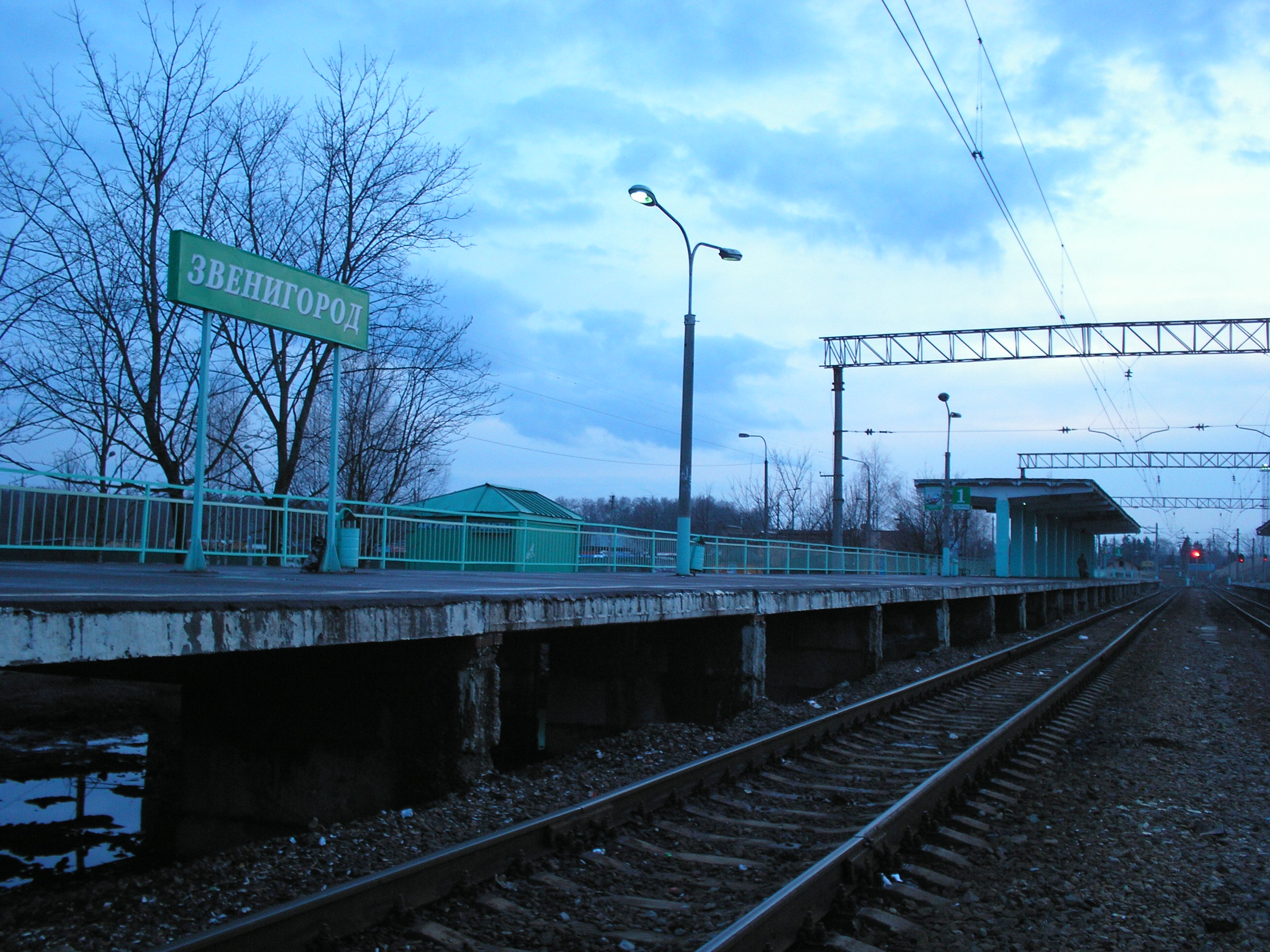
Боковая платформа до реконструкции, 2007 год

## Описание

### Общая информация
По характеру работы является промежуточной и отнесена к третьему классу. Входит в Московско-Смоленский регион Московской железной дороги.

### Расположение
Располагается на южной окраине Звенигорода в районе квартала Введенское. Рядом со станцией проходят сразу две магистрали — ЦКАД и Звенигородское шоссе (участок автодороги А107).
Рядом со станцией находится автобусная остановка «Станция Звенигород», на которой можно пересесть на внутригородские и пригородные маршруты автобусов.

### Инфраструктура
На станции имеется две высоких платформы — боковая (для поездов из Москвы) и островная. Переход между платформами осуществляется со стороны тупика.
Со стороны боковой платформы находится вокзальное здание. На здании вокзала установлен колокол.

Не оборудована турникетами, имеет валидаторы МЦД, пандусы и билетопечатающие автоматы.

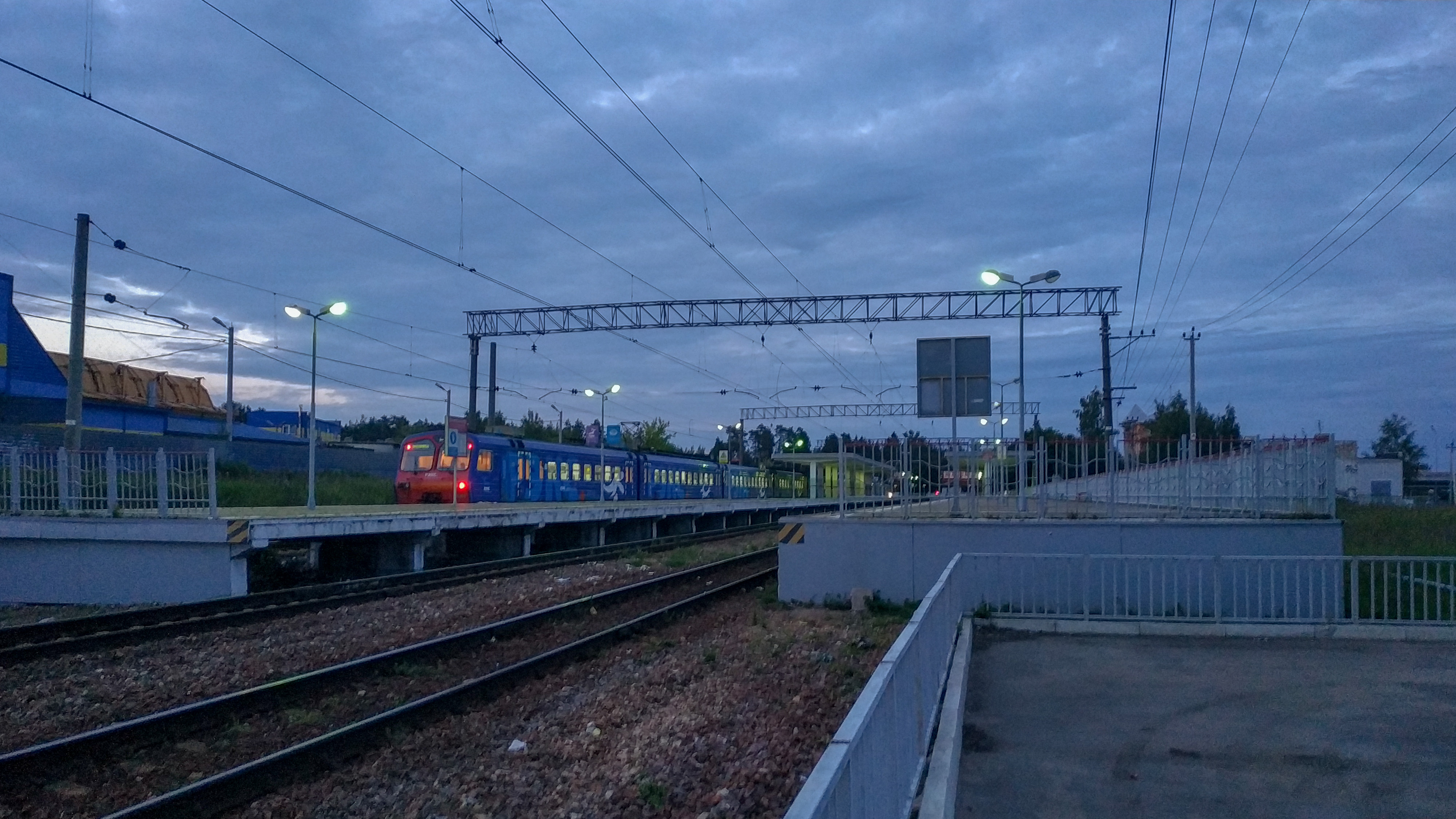
Вид на платформы, 2020 год
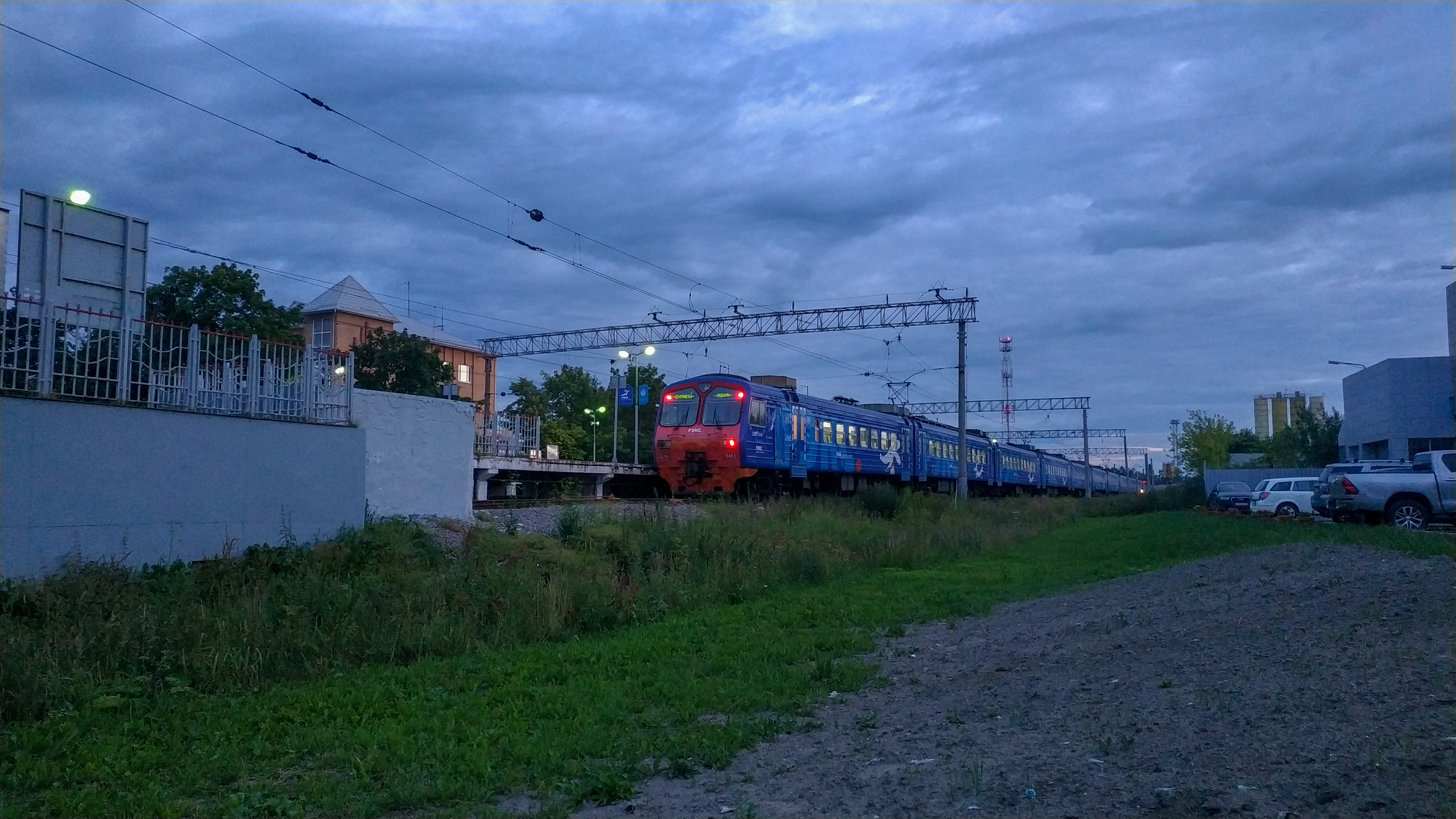
Вид на островную платформу, 2020 год

## Движение и путевое развитие
Станция имеет три пути, оканчивающиеся тупиком.
Станция является конечной для пригородных электропоездов (в том числе экспрессов РЭКС) Москва — Звенигород. Поезда дальнего следования станция не обслуживает.